# Ла Сал (Јута)
Ла Сал (енгл. La Sal) насељено је место без административног статуса у америчкој савезној држави Јута.

## Демографија
По попису из 2010. године број становника је 395, што је 56 (16,5%) становника више него 2000. године.
| Група             | 2000.       | 2010.       |
| Белци             | 214 (63,1%) | 359 (90,9%) |
| Афроамериканци    | 0 (0,0%)    | 0 (0,0%)    |
| Азијати           | 1 (0,3%)    | 0 (0,0%)    |
| Хиспаноамериканци | 38 (11,2%)  | 35 (8,9%)   |
| Укупно            | 339         | 395         |